# PROFEEL
PROFEEL(프로필)은 소니에서 1980년에 발매된 컬러 모니터의 브랜드이다.
트리니트론을 기반으로 제작되었으며 발매 당시 혁신적인 디자인으로 주목을 받았다. 1997년에 마지막 기종이 발매된 후 이후로는 WEGA 브랜드로 발매되고 있다.

## 같이 보기
- 소니
- BRAVIA